# ※生徒会がおいしくいただきました。
『※生徒会がおいしくいただきました。』（せいとかいがおいしくいただきました）は、kashmirによる漫画作品。『チャンピオンRED いちご』で2012年VOL.35から2014年VOL.45まで連載。高校の生徒会室にやってきた少女の姿の宇宙人が巻き起こすSFコメディ。同誌で連載されていたkashmirの『彼女はUXO』と世界観を同一にし、再登場するキャラクターも存在する。

## 主な登場人物
会長
頭脳明晰・眉目秀麗で憧れの男子だったが、その正体は夏休みの宿題として地球を侵略するために権力者の姿に擬態していた宇宙人でなりかわる前の本物はヨーロッパの田舎の牧場に送られた。擬態が解けた後は裸の少女の姿で、台詞はほとんどひらがな。
副会長
ポニーテールの天然。会長をロッカーで殴ったり林檎を握りつぶすなど、容姿に見合わない力持ち。「怪力女子愛好会」にベタ褒めされた。
書記
黒髪おさげのメガネ。丁寧語で生徒会の面々にツッコむ。漫画ややおいの知識もある。
会計
ロングヘア。淡々とした口調で強烈な下ネタを繰り出す。

## 単行本
- kashmir『※生徒会がおいしくいただきました。』 秋田書店 〈チャンピオンREDコミックス 〉、全1巻
  1. 2014年10月20日発売 ISBN 978-4-253-23379-8